# Open de Hong Kong (squash)
Pour les articles homonymes, voir Open de Hong Kong.
Le Hong Kong Open est un tournoi de squash très prestigieux organisé en fin d'année. Les premiers tours sont disputés dans le grand complexe du Hong Kong Squash Centre et les demi-finales et les finales se disputent sur un court entièrement vitré extérieur dans la zone urbaine du Tsim Sha Tsui sur les bords de la mer de Chine méridionale.

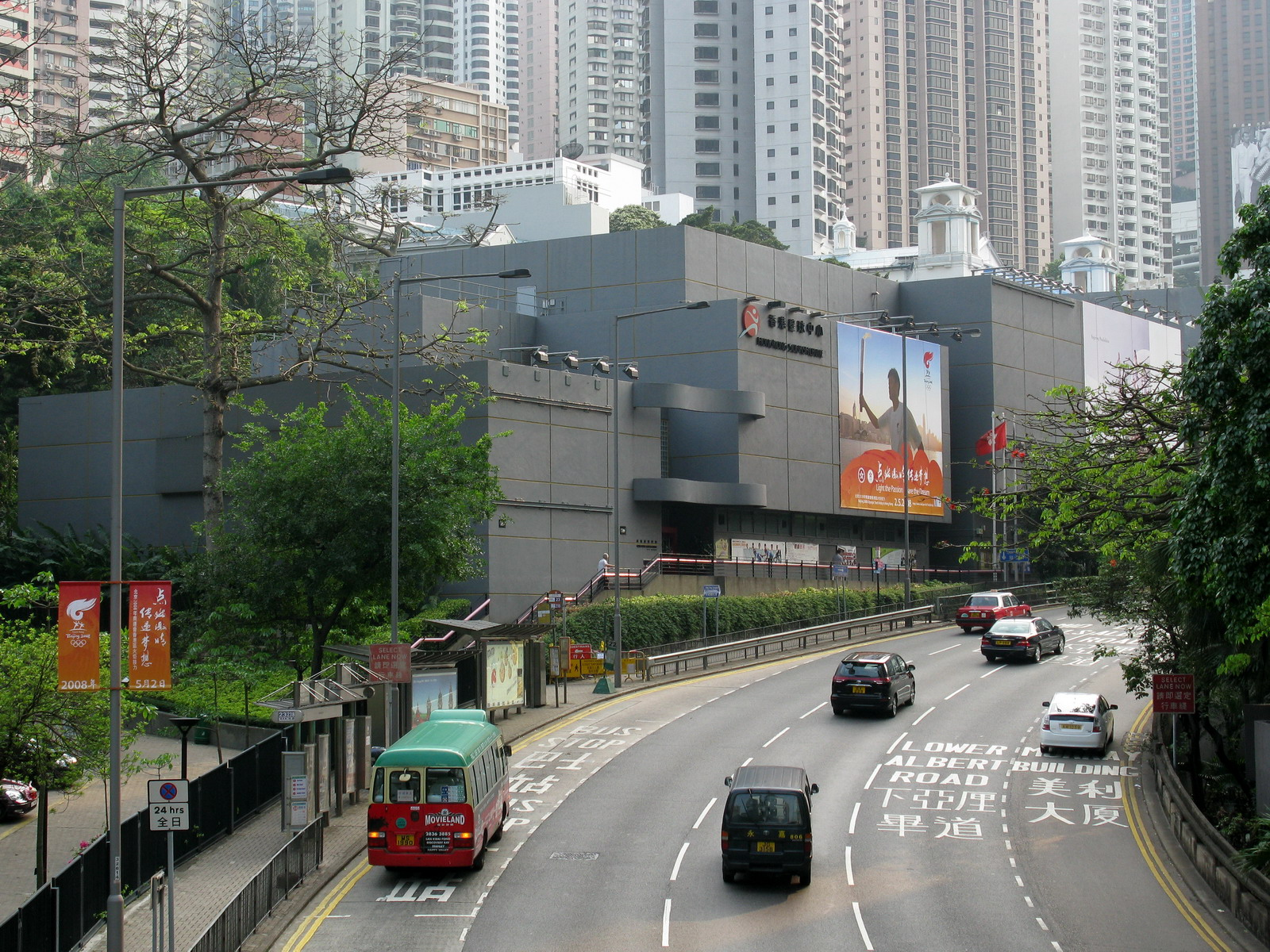
Hong Kong Squash Centre

## Palmarès

### Hommes
| Année | Champion                                                                                          | Finaliste                                                                                         | Score                                                                                             |
| ----- | ------------------------------------------------------------------------------------------------- | ------------------------------------------------------------------------------------------------- | ------------------------------------------------------------------------------------------------- |
| 2024  | Mostafa Asal                                                                                      | Ali Farag                                                                                         | 11-5, 4-11, 11-8, 11-5 (52 min)                                                                   |
| 2023  | Paul Coll                                                                                         | Ali Farag                                                                                         | 10–12, 11–3, 11–8, 8–11, 11–9 (82 min)                                                            |
| 2022  | Mostafa Asal                                                                                      | Diego Elías                                                                                       | 6-11, 6-11, 12-10, 11-9, 11-4 (95 min)                                                            |
| 2021  | annulé à cause de la pandémie de Covid-19 en Chine                                                | annulé à cause de la pandémie de Covid-19 en Chine                                                | annulé à cause de la pandémie de Covid-19 en Chine                                                |
| 2020  | annulé à cause de la pandémie de Covid-19 en Chine                                                | annulé à cause de la pandémie de Covid-19 en Chine                                                | annulé à cause de la pandémie de Covid-19 en Chine                                                |
| 2019  | annulé à cause des manifestations de 2019-2020 à Hong Kong et de la pandémie de Covid-19 en Chine | annulé à cause des manifestations de 2019-2020 à Hong Kong et de la pandémie de Covid-19 en Chine | annulé à cause des manifestations de 2019-2020 à Hong Kong et de la pandémie de Covid-19 en Chine |
| 2018  | Mohamed El Shorbagy                                                                               | Ali Farag                                                                                         | 11-6, 11-7, 11-7 (39 min)                                                                         |
| 2017  | Mohamed El Shorbagy                                                                               | Ali Farag                                                                                         | 11-6, 5-11, 11-4, 7-11, 11-3                                                                      |
| 2016  | Ramy Ashour                                                                                       | Karim Abdel Gawad                                                                                 | 11-9, 8-11, 11-6, 5-11, 11-6 (75 min)                                                             |
| 2015  | Mohamed El Shorbagy                                                                               | Cameron Pilley                                                                                    | 11-8, 11-6, 11-8 (41 min)                                                                         |
| 2014  | Mohamed El Shorbagy                                                                               | Grégory Gaultier                                                                                  | 11-9, 11-2, 4-11, 8-11, 11-4(97 min)                                                              |
| 2013  | Nick Matthew                                                                                      | Borja Golán                                                                                       | 11-1, 11-8, 5-11, 11-5(65 min)[réf. souhaitée]                                                    |
| 2012  | Ramy Ashour                                                                                       | James Willstrop                                                                                   | 11-8, 3-11, 11-7, 11-6 (64 min),                                                                  |
| 2011  | James Willstrop                                                                                   | Karim Darwish                                                                                     | 11-9, 11-5, 11-4 (53 min)                                                                         |
| 2010  | Ramy Ashour                                                                                       | Grégory Gaultier                                                                                  | 10-12, 11-9, 11-9, 9-11, 11-9 (90 min)                                                            |
| 2009  | Amr Shabana                                                                                       | Grégory Gaultier                                                                                  | 11-9, 9-11, 11-3, 5-2 (48 min),                                                                   |
| 2008  | Amr Shabana                                                                                       | Grégory Gaultier                                                                                  | 11-9, 13-15, 8-11, 11-2, 11-3                                                                     |
| 2007  | Amr Shabana                                                                                       | Grégory Gaultier                                                                                  | 11-13, 11-3, 11-6, 13-11                                                                          |
| 2006  | Amr Shabana                                                                                       | Ramy Ashour                                                                                       | 11-10 (3-1), 3-11, 11-5, 11-10 (3-1)                                                              |
| 2005  | Pas de compétition en raison du championnat du monde de squash masculin 2005                      | Pas de compétition en raison du championnat du monde de squash masculin 2005                      | Pas de compétition en raison du championnat du monde de squash masculin 2005                      |
| 2004  | Thierry Lincou                                                                                    | Nick Matthew                                                                                      | 11-8, 11-4, 11-10 (3-1)                                                                           |
| 2003  | Pas de compétition en raison de l'épidémie de SRAS                                                | Pas de compétition en raison de l'épidémie de SRAS                                                | Pas de compétition en raison de l'épidémie de SRAS                                                |
| 2002  | Peter Nicol                                                                                       | Jonathon Power                                                                                    | 15-13, 15-9, 14-15, 15-10                                                                         |
| 2001  | David Palmer                                                                                      | Thierry Lincou                                                                                    | 15-13, 15-6, 15-9                                                                                 |
| 2000  | Peter Nicol                                                                                       | Jonathon Power                                                                                    | 15-11, 15-10, 15-6                                                                                |
| 1999  | Peter Nicol                                                                                       | Jonathon Power                                                                                    | 15-10, 15-8, 15-8                                                                                 |
| 1998  | Jonathon Power                                                                                    | Peter Nicol                                                                                       | 15-14, 15-11, 15-14                                                                               |
| 1997  | Jansher Khan                                                                                      | Jonathon Power                                                                                    | 14-15, 15-12, 15-7, 15-2                                                                          |
| 1996  | Rodney Eyles                                                                                      | Jansher Khan                                                                                      | 15-10, 15-10, 15-5                                                                                |
| 1995  | Jansher Khan                                                                                      | Brett Martin                                                                                      | 15-12, 15-7, 15-3                                                                                 |
| 1994  | Jansher Khan                                                                                      | Peter Nicol                                                                                       | 15-7, 15-10, 15-6                                                                                 |
| 1993  | Brett Martin                                                                                      | Rodney Martin                                                                                     | 12-15, 15-12, 15-4, 15-6                                                                          |
| 1992  | Rodney Martin                                                                                     | Chris Dittmar                                                                                     | 12-15, 15-13, 15-14, 15-9                                                                         |
| 1991  | Jansher Khan                                                                                      | Tristan Nancarrow                                                                                 | 16-17, 15-6, 15-17, 15-4, 15-5                                                                    |
| 1990  | Jansher Khan                                                                                      | Chris Robertson                                                                                   | 15-6, 14-15, 15-10, 15-5                                                                          |
| 1989  | Jansher Khan                                                                                      | Chris Dittmar                                                                                     | 15-8, 16-17, 15-2, 15-6                                                                           |
| 1988  | Jansher Khan                                                                                      | Chris Dittmar                                                                                     | 15-11, 9-15, 15-6, 12-15, 15-1                                                                    |
| 1987  | Jansher Khan                                                                                      | Chris Dittmar                                                                                     | 9-6, 9-2, 9-5                                                                                     |
| 1986  | Rodney Martin                                                                                     | Tristan Nancarrow                                                                                 | 9-6, 9-5, 9-2                                                                                     |
| 1985  | Phil Kenyon                                                                                       | Steve Bowditch                                                                                    | 9-3, 6-9, 9-3, 9-7                                                                                |

### Femmes
| Année | Championne                                                                                        | Finaliste                                                                                         | Score                                                                                             |
| ----- | ------------------------------------------------------------------------------------------------- | ------------------------------------------------------------------------------------------------- | ------------------------------------------------------------------------------------------------- |
| 2024  | Nouran Gohar                                                                                      | Nour El Sherbini                                                                                  | 6-11, 11-5, 11-9, 11-9 (55 min)                                                                   |
| 2023  | Hania El Hammamy                                                                                  | Amanda Sobhy                                                                                      | 6-5 rtd (10 min)                                                                                  |
| 2022  | Hania El Hammamy                                                                                  | Nour El Sherbini                                                                                  | 15-13, 9-11, 11-3, 8-11, 11-9 (89 min)                                                            |
| 2021  | annulé à cause de la pandémie de Covid-19 en Chine                                                | annulé à cause de la pandémie de Covid-19 en Chine                                                | annulé à cause de la pandémie de Covid-19 en Chine                                                |
| 2020  | annulé à cause de la pandémie de Covid-19 en Chine                                                | annulé à cause de la pandémie de Covid-19 en Chine                                                | annulé à cause de la pandémie de Covid-19 en Chine                                                |
| 2019  | annulé à cause des manifestations de 2019-2020 à Hong Kong et de la pandémie de Covid-19 en Chine | annulé à cause des manifestations de 2019-2020 à Hong Kong et de la pandémie de Covid-19 en Chine | annulé à cause des manifestations de 2019-2020 à Hong Kong et de la pandémie de Covid-19 en Chine |
| 2018  | Joelle King                                                                                       | Raneem El Weleily                                                                                 | 11-4, 12-10, 19-17 (48 min)                                                                       |
| 2017  | Nour El Sherbini                                                                                  | Raneem El Weleily                                                                                 | 11-5, 11-8, 11-5                                                                                  |
| 2016  | Nouran Gohar                                                                                      | Amanda Sobhy                                                                                      | 6-11, 12-10, 11-7, 11-8                                                                           |
| 2015  | Nicol David                                                                                       | Laura Massaro                                                                                     | 15-13, 11-9, 11-3                                                                                 |
| 2014  | Nicol David                                                                                       | Nour El Tayeb                                                                                     | 11-4, 12-10, 11-8[réf. souhaitée]                                                                 |
| 2013  | Nicol David                                                                                       | Raneem El Weleily                                                                                 | 11-7, 11-7, 12-10                                                                                 |
| 2012  | Nicol David                                                                                       | Camille Serme                                                                                     | 11-9, 11-6, 8-11, 11-7                                                                            |
| 2011  | Nicol David                                                                                       | Raneem El Weleily                                                                                 | 11-5, 11-4, 11-9                                                                                  |
| 2010  | Nicol David                                                                                       | Jenny Duncalf                                                                                     | 11-6, 12-10, 12-10                                                                                |
| 2009  | Nicol David                                                                                       | Omneya Abdel Kawy                                                                                 | 11-4, 11-7, 11-7                                                                                  |
| 2008  | Nicol David                                                                                       | Rachael Grinham                                                                                   | 14-12, 11-13, 11-8, 11-8                                                                          |
| 2007  | Nicol David                                                                                       | Natalie Grinham                                                                                   | 9-3, 9-5, 10-8                                                                                    |
| 2006  | Nicol David                                                                                       | Tania Bailey                                                                                      | 9-1, 10-8, 9-5                                                                                    |
| 2005  | Pas de compétition en raison du championnat du monde 2005                                         | Pas de compétition en raison du championnat du monde 2005                                         | Pas de compétition en raison du championnat du monde 2005                                         |
| 2004  | Pas de compétition                                                                                | Pas de compétition                                                                                | Pas de compétition                                                                                |
| 2003  | Pas de compétition en raison du championnat du monde 2003                                         | Pas de compétition en raison du championnat du monde 2003                                         | Pas de compétition en raison du championnat du monde 2003                                         |
| 2002  | Rachael Grinham                                                                                   | Natalie Grainger                                                                                  | 9-3, 9-5, 9-7                                                                                     |
| 2001  | Leilani Joyce                                                                                     | Carol Owens                                                                                       | 9-7, 9-6, 9-0                                                                                     |
| 2000  | Pas de compétition                                                                                | Pas de compétition                                                                                | Pas de compétition                                                                                |
| 1999  | Pas de compétition                                                                                | Pas de compétition                                                                                | Pas de compétition                                                                                |
| 1998  | Pas de compétition                                                                                | Pas de compétition                                                                                | Pas de compétition                                                                                |
| 1997  | Pas de compétition                                                                                | Pas de compétition                                                                                | Pas de compétition                                                                                |
| 1996  | Pas de compétition                                                                                | Pas de compétition                                                                                | Pas de compétition                                                                                |
| 1995  | Pas de compétition                                                                                | Pas de compétition                                                                                | Pas de compétition                                                                                |
| 1994  | Michelle Martin                                                                                   | Cassie Jackman                                                                                    | 9-6, 9-5, 7-9, 10-8                                                                               |
| 1993  | Michelle Martin                                                                                   | Liz Irving                                                                                        | 4-9, 9-0, 6-9, 9-4, 9-3                                                                           |